# Kertahayu
Kertahayu is een bestuurslaag in het regentschap Ciamis van de provincie West-Java, Indonesië. Kertahayu telt 7248 inwoners (volkstelling 2010).